# Lee Mossop

a Compétitions nationales et continentales officielles uniquement.

b Matchs officiels uniquement.
Lee Mossop, né le 17 janvier 1989 à Whitehaven (Angleterre), est un joueur de rugby à XIII anglais évoluant au poste de troisième ligne, de deuxième ligne ou de pilier dans les années 2000 et 2010. Il fait ses débuts professionnels avec Wigan en Super League en 2008. Après un prêt à Huddersfield, il se constitue un palmarès respectable à Wigan avec deux titres de Super League et deux Challenge Cup. Il tente ensuite une expérience en National Rugby League aux Eels de Parramatta en 2014 mais une grave blessure y met fin. Il revient en 2015 à Wigan avec un nouveau titre de Super League. Il signe en 2017 à Salford avec lequel il dispute la finale de la Super League en 2019.
Parallèlement, il est appelé en sélection d'Angleterre et dispute la Coupe du monde 2013.

## Palmarès
- Collectif :
  - Vainqueur de la Super League : 2010[1], 2013 et 2016[1] (Wigan).
  - Vainqueur de la Challenge Cup : 2011 et 2013 (Wigan).
  - Finaliste de la Super League : 2015  (Wigan) et 2019 (Salford).
  - Finaliste de la Challenge Cup : 2020 (Salford).

### Statistiques
| Saison | Club                | Compétition           | Matchs | Points | Essais | Goals | Drops |
| ------ | ------------------- | --------------------- | ------ | ------ | ------ | ----- | ----- |
| 2008   | Wigan Warriors      | Super League          | 3      | 0      | 0      | 0     | 0     |
| 2009   | Wigan Warriors      | Super League          | 9      | 0      | 0      | 0     | 0     |
| 2009   | Huddersfield Giants | Super League          | 5      | 4      | 1      | 0     | 0     |
| 2010   | Wigan Warriors      | Super League          | 16     | 4      | 1      | 0     | 0     |
| 2011   | Wigan Warriors      | Super League          | 24     | 12     | 3      | 0     | 0     |
| 2012   | Wigan Warriors      | Super League          | 23     | 4      | 1      | 0     | 0     |
| 2013   | Wigan Warriors      | Super League          | 20     | 8      | 2      | 0     | 0     |
| 2014   | Parramatta Eels     | National Rugby League | 3      | 0      | 0      | 0     | 0     |
| 2015   | Wigan Warriors      | Super League          | 28     | 14     | 3      | 1     | 0     |
| 2016   | Wigan Warriors      | Super League          | 22     | 4      | 1      | 0     | 0     |
| 2017   | Salford Red Devils  | Super League          | 9      | 0      | 0      | 0     | 0     |
| 2018   | Salford Red Devils  | Super League          | 18     | 20     | 5      | 0     | 0     |
| 2019   | Salford Red Devils  | Super League          | 20     | 24     | 6      | 0     | 0     |